# Таматоа V
Таматоа V (23 вересня 1842 — 30 вересня 1881) — король Раіатеа і Тахаа (острови з групи островів Товариства) член королівської династії Помаре. Почав правити 19 серпня 1857 року, зрікся престолу — 8 лютого 1871 року.

## Біографія

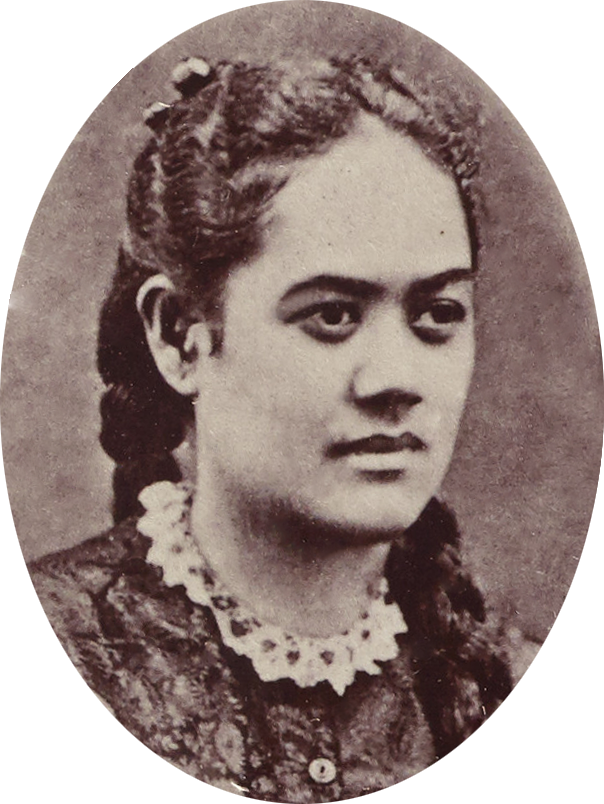
Дружина короля Таматоа V Мое і Маї

Народився 23 вересня 1842 року. Син королеви Таїті Помаре IV (1827—1877) і її другого чоловіка Арііфааіте а Хіро. Після смерті свого прийомного батька Таматоа IV став королем Раіатеа і Тахаа.
Одружився в 1860-і роки на принцесі Мое і Маї, з князівської родини Маї з Бора-Бора. У шлюбі народилося шестеро дітей:
- Принцеса Терііоурумарона (1867—1872)
- Принцеса Терііваетуа (1869—1918)
- Принцеса, а згодом королева Бора-Бора Теріімаеваруа III (1871—1932)
- Принц Таматоа-Тані (1872—1873)
- Принцеса Теріінавахороа (1877—1918)
- Принцеса Аімата (1879—1894)

Таматоа V був непопулярним у своїх підданих і відрікся від престолу 8 лютого 1871 року. Засланий з родиною на Таїті, де знайшов притулок у своєї матері, а пізніше у короля Помаре V.